# Cephalorhyncha (genre)
Genre
Cephalorhyncha est un genre de Kinorhynches.

## Liste des espèces
- Cephalorhyncha asiaticus (Adrianov, 1989)
- Cephalorhyncha liticola Sørensen, 2008
- Cephalorhyncha nybakkeni (Higgins, 1986)

## Référence
- Adrianov & Malakhov, 1999 : Cephalorhyncha of the world ocean. KMK Scientific Press Ltd., Moscou. p. 1-328.